# Contexto (computação)
Em ciência da computação, um contexto (processo, thread, ...) de tarefa é o conjunto de dados mínimos usados por esta tarefa que deve ser salvo para permitir uma interrupção de tarefa em um momento específico e a continuação desta tarefa no ponto que ela foi interrompida e em um momento futuro arbitrário. O conceito de contexto assume significância no caso de tarefas interruptíveis, onde ao ser interrompido o processador salva o contexto e passa a servir a rotina de serviço de interrupção. Assim quanto menor o contexto menor é a latência.
Esses dados estão localizados em:
- Registradores do processador
- Memória usada pela tarefa
- Em alguns sistemas operacionais, nos registradores de controle usado pelo sistema para gerenciar a tarefa

A memória de armazenamento (arquivos) não está preocupada com o "contexto de tarefa" no caso de uma troca de contexto, mesmo que ela possa ser armazenada para algumas utilidades (checkpointing).

## Tipos de contexto
Em algumas linguagens de programação como C#, há também o conceito de contexto seguro. Por exemplo, se é necessário uma matriz no interior de uma estrutura, ela pode ser adicionada a ela desde a versão 2.0, mas apenas em um contexto inseguro. Aqui está um código de exemplo:
```
struct
 
ParameterRepresentation

{

    
char
 
target
;

    
char
 
taskStart
;

    
char
 
taskType
;

    
fixed
 
byte
 
traceValues
[
m_MAX_BYTES
];

};

```

A palavra-chave fixed impede que o coletor de lixo de realocar esta variável. O acesso a uma matriz é como em C++, ou seja, usando a aritmética de ponteiro, onde os elementos individuais da matriz podem ser acessados através de seus índices.